# Клозюр, Зои
Зои Клозю́р (или Зоэ́, фр. Zoé Clauzure, род. 12 февраля 2010, Монруж) — французская певица, победительница конкурса песни «Детское Евровидение – 2023».
До «Детского Евровидения» была известна по участию в седьмом сезоне французской версии телепроекта «Голос. Дети» (2020), где дошла до полуфинала.

## Биография
Родной город Зои — Монруж, пригород Парижа.
С 6 лет девочка брала уроки вокала и игры на фортепиано.
Решающим для карьеры молодой певицы стал 2019 год, когда она приняла участие в съемках седьмого сезона французской версии телепроекта «Голос. Дети» (вышедшего в эфир в 2020 году). На слепых прослушиваниях она исполняла песню «Homeless» Марины Кей. Хотя из четырёх судей к ней повернулся только рэпер Сопрано, с ним она дошла до полуфинала. («У тебя харизма Ванессы Паради, ты уже звезда», — сказал он после её поединка с Арно и Иланом, но в следующем круге — полуфинале, где она пела песню Селин Дион «Je sais pas», — уже её не выбрал.)
В ноябре 2020 года у Зои вышел сингл с песней «Ma Place». Текст этой песни она написала вместе с Бернаром Клапо.
Также Зои записала музыкальный альбом «Басни Лафонтена в песнях» в составе группы We Are World Citizens. Этот альбом поступил в продажу в октябре 2021 года.
В 2022 году у неё вышел ещё один сольный сингл — с песней «Dans les nuages».

### «Детское Евровидение» — 2023
27 сентября 2023 года телекомпания France Télévisions объявила, что выбрала Зои с песней «Cœur» представлять Францию 26 ноября в Ницце на «Детском Евровидении». В тот же день песня была издана в формате сингла. 18 октября к песне вышел клип.
На «Детском Евровидении» Зое набрала сумму в 228 баллов и принесла Франции вторую победу подряд (и третью в истории). Отрыв от занявших 2-е и 3-е места Испании и Армении составил, соответственно, 27 и 48 очков.